# Pieńsk
Pieńsk é um município da Polônia, na voivodia da Baixa Silésia e no condado de Zgorzelec. Estende-se por uma área de 9,92 km², com 5 938 habitantes, segundo os censos de 2016, com uma densidade de 598,6 hab/km².